# 阿爾布雷希特·腓特烈
阿爾布雷希特·腓特烈（德語：Albrecht Friedrich，1553年5月7日—1618年8月28日），普魯士公爵（1568年－1618年在位）。第二位霍亨索倫家族的普魯士公爵，亦是最後一位出身於勃蘭登堡-庫爾姆巴赫家族的普魯士公爵。
阿爾布雷希特·腓特烈是的普魯士公爵阿爾布雷希特與其妻子布倫瑞克-呂訥堡的安娜·瑪麗的兒子。
1553年，阿爾布雷希特·腓特烈出生，1568年父親阿爾布雷希特逝世，他繼承公國成為普魯士公爵。1569年7月19日，阿爾布雷希特·腓特烈於盧布林向波蘭國王齊格蒙特·奧古斯特朝拜，正式被確認為普魯士公爵。
阿爾布雷希特·腓特烈是波蘭國王卡齊米日四世·雅蓋隆契克的曾孫、齊格蒙特·奧古斯特的表弟，是當時波蘭王位的其中一位合法承繼人，尤其是在雅蓋隆王朝男嗣斷絕後。可惜於1572年，他已經開始有精神失常。1578年起，由其堂兄勃蘭登堡-安斯巴赫藩侯格奧爾格·腓特烈一世攝政。格奧爾格·腓特烈一世於1603年逝世後，波蘭國王齊格蒙特三世於1605年委任勃蘭登堡選帝侯約阿希姆·腓特烈攝政，並批准約阿希姆·腓特烈的兒子約翰·西吉斯孟於1611年在父親逝世繼任為攝政。成為勃蘭登堡選帝侯的約翰·西吉斯孟於1618年當阿爾布雷希特·腓特烈逝世後被齊格蒙特三世批准成為普魯士公爵。